# Movileanca, Ialomița
Movileanca este un sat în comuna Rădulești din județul Ialomița, Muntenia, România.